# Margerides
 Margerides  (en occitano Marjaridas) es una comuna   y población de Francia, en la región de Lemosín, departamento de Corrèze, en el distrito de Ussel y cantón de Bort-les-Orgues.
Su población en el censo de 2008 era de 253 habitantes.
Está integrada en la Communauté de communes de Plateau Bortois .

## Demografía
| 317 | 281 | 246 | 240 | 233 | 225 | 253 |
| Para los censos de 1962 a 1999 la población legal corresponde a la población sin duplicidades (Fuente: INSEE [Consultar]) |     |     |     |     |     |     |